# 8787 Ігнатенко
8787 Ігнатенко (8787 Ignatenko) — астероїд головного поясу, відкритий 4 жовтня 1978 року.
Тіссеранів параметр щодо Юпітера — 3,161.